# 파파나시

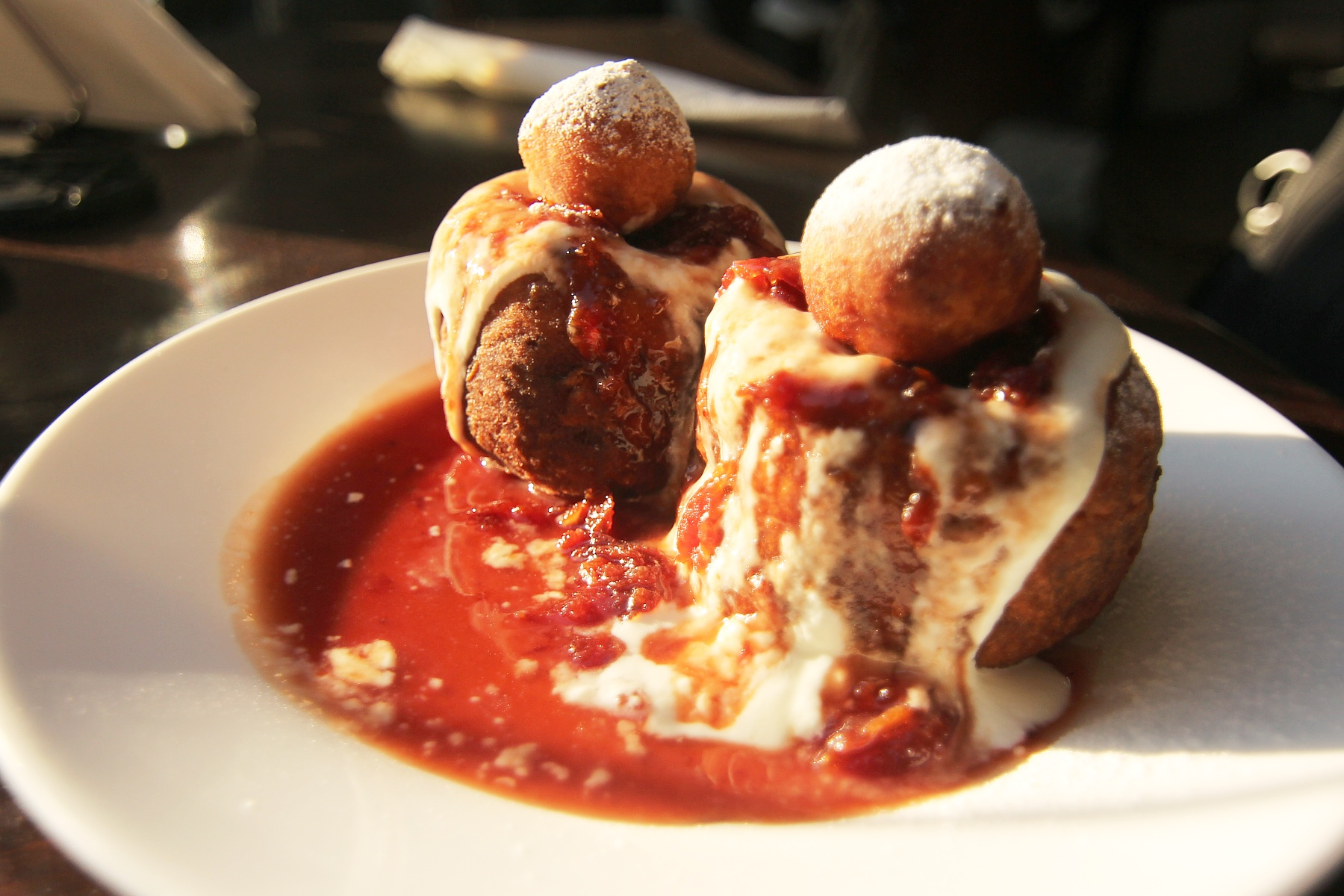
사워 체리와 슈가 파우더를 곁들인 파파나시

파파나시(Papanași)는 신선한 치즈(브런저 프로스퍼터 또는 urdă) 반죽으로 만든 루마니아와 몰도바의 전통적인 튀기거나 삶은 페이스트리이다. 일반적으로 크림(스메타나)과 콩피를 얹어 제공된다.

## 준비
파파나시는 도넛 모양이며 도넛 구멍이 위에 있다. 반죽은 urdă와 같은 연질 치즈로 만들어지며, 리코타와 코티지 치즈가 대체품으로 사용될 수 있다. Papanași는 크렘 프레슈 또는 헤비 크림 또는 사워크림으로 덮여 제공되며, 사워 체리 또는 잼 또는 보존식품으로 토핑된다.
파파나시 반죽은 "도넛"처럼 튀기거나, 큰 뇨키처럼 덤플링으로 삶을 수 있다.
재료: 세몰리나 또는 밀가루, 우르다 또는 리코타 또는 코티지 치즈, 럼 또는 레몬 제스트 또는 오렌지 제스트, 보존식품 또는 체리, 사워크림 또는 크렘 프레슈, 바닐라, 달걀, 설탕, 소금, 버터, 베이킹 소다.

## 어원
papanași라는 단어는 '어린이용 음식'을 의미하는 라틴어 papa 또는 pappa에서 유래했을 수 있다.
헝가리어로 파파나시는 투로팡크 칼라포샨(Túrófánk Kalaposan, "모자 모양의 투로팡크"로 번역됨)이라고 불린다. 일반 투로팡크는 트란실바니아의 루마니아 지역에서 인기가 있다.